# Jon Ola Sand
Jon Ola Sand (Oslo, 1961. december 21.  –) norvég televíziós igazgató, a norvég műsorsugárzásért felelős közszolgálati televízió, az NRK munkatársa.
Jon Ola Sand sok éves munkatapasztalattal rendelkezik az NRK-nál, tagja a Televíziós Művészetek és Tudományok Nemzetközi Akadémiájának (International Academy of Television Arts & Sciences). A Nobel-békedíj koncert, a Norvég filmes díjkiosztó és a Melodi Grand Prix (norvégiai Eurovíziós nemzeti döntő) igazgatója. 1998 és 2005 között a norvég eurovíziós csapat delegációvezetője volt. Jelenleg Genfben él.
2010-ben igazgatójává jelölték ki az Eurovíziós Dalfesztiválnak. 2011-től 2020-ig  látta el ezt a feladatot.